# 陈国江案
陈国江案是指中国外卖配送员陈国江因发起具有工会性质的组织“外送江湖骑士联盟”，与多名相关外卖员被中国北京市公安局朝阳分局于2021年2月逮捕调查的事件。

## 背景
案件主要当事人陈国江（网名熊焰、陈天河）于1990年出生，贵州省赫章县人。早年间学过厨艺，2009年起在上海开始以送外卖维生，後开过饭店，但因经营不善关门。2018年重操外賣舊業。2019年7月前后，陈国江发起微信群“外卖骑手交流群”，起初为外卖骑手交流互助为主，2019年12月，陈国江开始组织“骑士联盟”，自称“外送江湖骑士联盟盟主”。截至2020年6月，共发起11个骑士联盟群，好友人数超过14000人。陈国江在2019年曾因发动外卖员拒接订单维权，被警方拘留26天后释放。

## 案件经过
2021年2月18日，陈国江在网上曝光“饿了么”平台对外卖员春节期间奖励有欺骗嫌疑。2月25日，陈国江被北京警方带走，原因不详，同时也有多人被警方带走。3月17日，其家人收到北京市公安局朝阳分局发出的刑事拘留通知书，称陈国江涉嫌“寻衅滋事罪”已于2月26日被拘留，羁押于朝阳区看守所。
4月2日，陈国江的亲属收到了他被正式逮捕的通知书。
2022年1月3日，陈国江在其微信影音号上发布了一段34秒的视频，他向镜头挥手，并配上“我还好，您们好吗”，“各位兄弟，后会有期，江湖再见”的字句。疑似已经获释。

## 外界反应
2021年3月17日，人权组织中国人权捍卫者发布公告，称陈国江被关押于北京市朝阳区看守所，并要求中国当局立即无条件释放陈国江，确保公民结社自由，保护劳工权利。陈国江被捕后，有外卖骑手号召在3月8日进行全国外卖员罢工，各地也出现了外卖员怠工的现象，不过3月8日当天的罢工因当局阻挠而流产。